# Georgia Kokloni
Georgia Kokloni (griechisch Γεωργία Κοκλώνη, * 7. Mai 1981 in Athen) ist eine ehemalige griechische Leichtathletin, die sich auf den Sprint spezialisiert hat. Zu ihren größten Erfolgen zählen zwei Medaillen über 60 Meter bei Halleneuropameisterschaften sowie der Sieg über 100 Meter bei den Mittelmeerspielen 2009 in Pescara.

## Sportliche Laufbahn
Erste internationale Erfahrungen sammelte Georgia Kokloni vermutlich im Jahr 2001, als sie bei den Balkan-Hallenmeisterschaften in Piräus in 7,44 s den fünften Platz im 60-Meter-Lauf belegte. Anschließend schied sie bei den Hallenweltmeisterschaften in Lissabon mit 7,45 s im Halbfinale aus. Im Juli belegte sie bei den U23-Europameisterschaften in Amsterdam in 11,89 s den siebten Platz im 100-Meter-Lauf und gelangte mit der griechischen 4-mal-100-Meter-Staffel mit 45,11 s auf den fünften Platz. Daraufhin belegte sie bei den Weltmeisterschaften im kanadischen Edmonton in 43,25 s den sechsten Platz im Staffelbewerb. Im Jahr darauf gewann sie bei den Halleneuropameisterschaften in Wien in 7,22 s die Bronzemedaille über 60 Meter hinter der Belgierin Kim Gevaert und Marina Kislowa aus Russland. Im August schied sie dann bei den Freiluft-Europameisterschaften in München mit 11,44 s im Halbfinale über 100 Meter aus und verpasste mit der Staffel mit 44,04 s den Finaleinzug. 2003 siegte sie in 7,31 s über 60 Meter bei den Balkan-Hallenmeisterschaften in Athen und schied anschließend bei den Hallenweltmeisterschaften in Birmingham mit 7,42 s in der ersten Runde aus. Im Juli siegte sie in 11,33 s über 100 Meter bei den U23-Europameisterschaften in Bydgoszcz, ehe sie bei den Weltmeisterschaften nahe Paris im Staffelbewerb mit 43,81 s im Vorlauf ausschied. Im Jahr darauf verteidigte sie bei den Balkan-Hallenmeisterschaften in Peania in 7,26 s ihren Titel über 60 Meter, ehe sie bei den Hallenweltmeisterschaften in Budapest mit 7,33 s im Semifinale ausschied. Im Sommer nahm sie mit der Staffel an den Olympischen Sommerspielen in Paris teil und schied dort mit 44,45 s in der Vorrunde aus.
2005 gewann sie bei den Halleneuropameisterschaften in Madrid in 7,18 s die Silbermedaille über 60 Meter hinter der Belgierin Kim Gevaert und im Juli siegte sie in 11,36 s über 100 Meter bei den Balkan-Meisterschaften in Novi Sad. Im Jahr darauf schied sie bei den Europameisterschaften in Göteborg mit 11,29 s im Halbfinale über 100 Meter aus und verpasste mit der 4-mal-100-Meter-Staffel mit 44,20 s den Finaleinzug. Anschließend wurde sie beim IAAF World Cup in Athen in 11,40 s Sechste über 100 Meter und gelangte mit der Auswahlstaffel Europas mit 44,29 s auf Rang sieben. 2007 schied sie bei den Halleneuropameisterschaften in Birmingham mit 7,37 s im Semifinale über 60 Meter aus und 2009 gewann sie bei den Balkan-Hallenmeisterschaften in Piräus in 7,48 s die Silbermedaille. Im Juli siegte sie in 11,41 s über 100 Meter bei den Mittelmeerspielen in Pescara. Zudem gewann sie dort mit der Staffel in 45,45 s die Bronzemedaille hinter den Teams aus Frankreich und Italien. Im Jahr darauf belegte sie bei den Europameisterschaften in Barcelona in 11,36 s den siebten Platz über 100 Meter und 2011 schied sie bei den Halleneuropameisterschaften in Paris mit 7,23 s im Halbfinale über 60 Meter aus. 2014 siegte sie mit der Staffel in 44,76 s bei den Balkan-Meisterschaften in Pitești. Anschließend schied sie bei den Europameisterschaften in Zürich mit 11,69 s im Halbfinale über 100 Meter aus und verpasste im Staffelbewerb mit 43,81 s den Finaleinzug. Im Jahr darauf wurde sie bei den Halleneuropameisterschaften in Prag in der ersten Runde über 60 Meter disqualifiziert und im August belegte sie bei den Balkan-Meisterschaften in Pitești in 11,53 s den vierten Platz über 100 Meter und wurde mit der Staffel disqualifiziert. 2016 siegte sie mit der Staffel in 44,51 s bei den Balkan-Meisterschaften ebendort und beendete daraufhin ihre aktive sportliche Karriere im Alter von 35 Jahren.
In den Jahren 2006, von 2008 bis 2011 sowie 2014 wurde Kokloni griechische Meisterin im 100-Meter-Lauf sowie 2002 und 2005, 2009, 2011 und 2015 Hallenmeisterin über 60 Meter.

## Persönliche Bestleistungen
- 100 Meter: 11,24 s (+1,9 m/s), 12. Juni 2010 in Patras
  - 60 Meter (Halle): 7,14 s, 4. März 2005 in Madrid